# Бриська Воля
Бриська Воля (пол. Brzyska Wola) — село на Закерзонні, у Польщі, у гміні Курилівка Лежайського повіту Підкарпатського воєводства.
Населення — 1393 особи (2011).

## Історія
Село закріпачене Вавринцем Бжеським наприкінці XVI ст.
1880 р. — село в Ланьцутському повіті, 282 будинки і 1853 мешканці змішаної національності «польської і русинської».
1934 р. — включення села до об'єднаної сільської ґміни Куриловка.
На 01.01.1939 в селі проживало 1760 мешканців, з них 130 українців, 1590 поляків і 40 євреїв. Село належало до ґміни Курилувка Ланьцутського повіту Львівського воєводства.
14 вересня 1939 р. в село вступили німці. 30 вересня німці передали село радянським військам відповідно до пакту Молотова — Ріббентропа, однак на початку жовтня відбулася зворотня передача через обмін Сталіном Закерзоння на Литву. В лютому-березні 1944 р. в околицях села відбулися запеклі бої між загонами радянських партизанів Вершигори і німцями. 29 червня 1944 р. село було сплюндроване калмиками. Наприкінці липня 1944 р. 13-а армія 1-го Українського фронту зайняла село.

## Демографія
Демографічна структура станом на 31 березня 2011 року:
|          | Загалом | Допрацездатний вік | Працездатний вік | Постпрацездатний вік |
| -------- | ------- | ------------------ | ---------------- | -------------------- |
| Чоловіки | 701     | 156                | 474              | 71                   |
| Жінки    | 692     | 157                | 356              | 179                  |
| Разом    | 1393    | 313                | 830              | 250                  |

## Церква
У селі була греко-католицька церква св. Параскеви з XVIII ст., яка була дочірньою церквою парафії Курилівка Канчуцького (з 1920 р. — Лежайського) деканату Перемишльської єпархії. В 1831 р. парафія налічувала 197 парафіян. Внаслідок адміністративної латинізації та полонізації кількість греко-католиків постійно зменшувалася на фоні приросту числа римо-католиків.
У 1939 р. в селі було 129 греко-католиків.